# 施普勒陶
施普勒陶是德国图林根州的一个市镇。总面积8.02平方公里，总人口822人，其中男性440人，女性382人（2011年12月31日），人口密度102人/平方公里。